# Église Notre-Dame de Dresde
Pour les articles homonymes, voir Église Notre-Dame et Frauenkirche.
L'église Notre-Dame de Dresde (Dresdner Frauenkirche en allemand) est une église luthérienne de Dresde, œuvre de l'architecte George Bähr, commencée en 1726 et achevée en 1743. On l'a considérée comme une des plus belles églises luthériennes d'Allemagne. Avec son immense dôme surhaussé en pierre, chef-d’œuvre technique de l'architecture baroque, et le grand lanternon qui le surmonte, l'église mesure 96 mètres de hauteur. 
Elle fut presque entièrement détruite, comme la majeure partie de la ville, lors du bombardement allié de Dresde le 13 février 1945. Sa reconstruction à l'identique débuta en 1994 et fut achevée en 2005. Les anciennes pierres qui ont été réintégrées à l'édifice se démarquent par leur couleur foncée, due au vieillissement, alors que les nouvelles pierres, majoritaires, sont de couleur claire.

## Histoire
Dès sa construction, l'église Notre-Dame est considérée par les habitants luthériens de Dresde comme le symbole du protestantisme, face au prince-électeur de Saxe et roi de Pologne, Auguste II le Fort, qui s'est converti au catholicisme en 1697. Son fils Auguste III va faire construire l'église catholique de la Sainte-Trinité, en même temps que la municipalité fait construire l'église Notre-Dame.

### Construction (1726-1743)
L'architecte municipal de la ville, George Bähr, dresse les plans de l'édifice entre 1722 et 1726 et commence les travaux à partir de 1726. L'église Notre-Dame est consacrée en 1734. Après la mort de George Bähr en 1738, c'est son élève J. G. Schmid qui termine la construction jusqu'au 27 mai 1743, par la fixation de la croix sur le dôme.

### Destruction (1945)
Lors du bombardement du 13 au 15 février 1945, la ville de Dresde est pratiquement entièrement détruite par la Royal Air Force et l'United States Army Air Forces. Le 15 février, sous l'effet de la chaleur causée par les bombes incendiaires, et non parce qu'il a été bombardé, l'édifice s'effondre. Il n'en reste qu'un immense champ de ruines.

### Reconstruction (1994-2005)
Il faut attendre la réunification allemande en 1990 pour que la situation évolue. Si quelques Dresdois engagés évoquent une reconstruction en 1989, l'impulsion est donnée le 13 février 1990 avec « l'appel de Dresde » (Ruf aus Dresden) lors du 45e anniversaire de la destruction de la ville.
L'initiative, sous la direction du musicien dresdois Ludwig Güttler, démarre en 1990 avec quatorze membres. Après l'appel de Dresde, qui touche une audience mondiale, l'association compte 5 000 membres, répartis dans plus de vingt pays, en 1991. Quatre cents associations sont affiliées : ainsi le Dresden Trust au Royaume-Uni, les Friends of Dresden, Inc. aux États-Unis ou encore, en France, l'« association Reconstruction de la Frauenkirche à Dresde ».
D'expositions en concerts, de donations en subventions, le projet de reconstruction trouve son véritable point de départ avec la mise en place de la Stiftung Frauenkirche Dresden (Fondation Église Notre-Dame de Dresde) sous le patronage du Land de Saxe et de l'Église protestante. Les travaux de reconstruction sont évalués à quelque 125 millions d'euros.
Entamée le 4 janvier 1993, la reconstruction a débuté par le démontage des décombres, pierre par pierre, suivi d'un relevé tridimensionnel des ruines au millimètre près. Après cette étape, la première pierre du nouvel édifice a été posée le 27 mai 1994 sous la direction de Heinrich Magirius (de). En 1996, la voûte de la crypte est reconstruite. Les travaux d'assemblage se poursuivent jusqu'en 2002 et la reconstruction totale est achevée à l'automne 2005.
Il convient de souligner que le projet de reconstruction n'a pas fait l'unanimité. En Allemagne, une majorité de conservateurs du patrimoine, ainsi que certains cercles religieux, l'ont désapprouvé, le considérant comme une falsification de l'histoire au détriment d'une imposante ruine qui, pour beaucoup, rappelait et symbolisait l'effondrement du Troisième Reich. « C'est ainsi que la Frauenkirche de Dresde devint une pierre d'achoppement sur l'attitude  à avoir, à la fin du XXe siècle, à l'égard du patrimoine monumental », écrit Magirius.  
L'église est rebâtie à l'identique. La croix dorée surplombant l'église est financée par des crédits britanniques, en signe de réconciliation. À l'intérieur de l'église, l'orgue signé du facteur alsacien Daniel Kern n'est pas une copie de l'ancien orgue disparu, mais un instrument moderne qui peut aussi bien jouer les pièces romantiques du  XIXe siècle que la musique contemporaine. Les fresques sont refaites sur la base de documents et de récits. De nouvelles cloches sont installées.

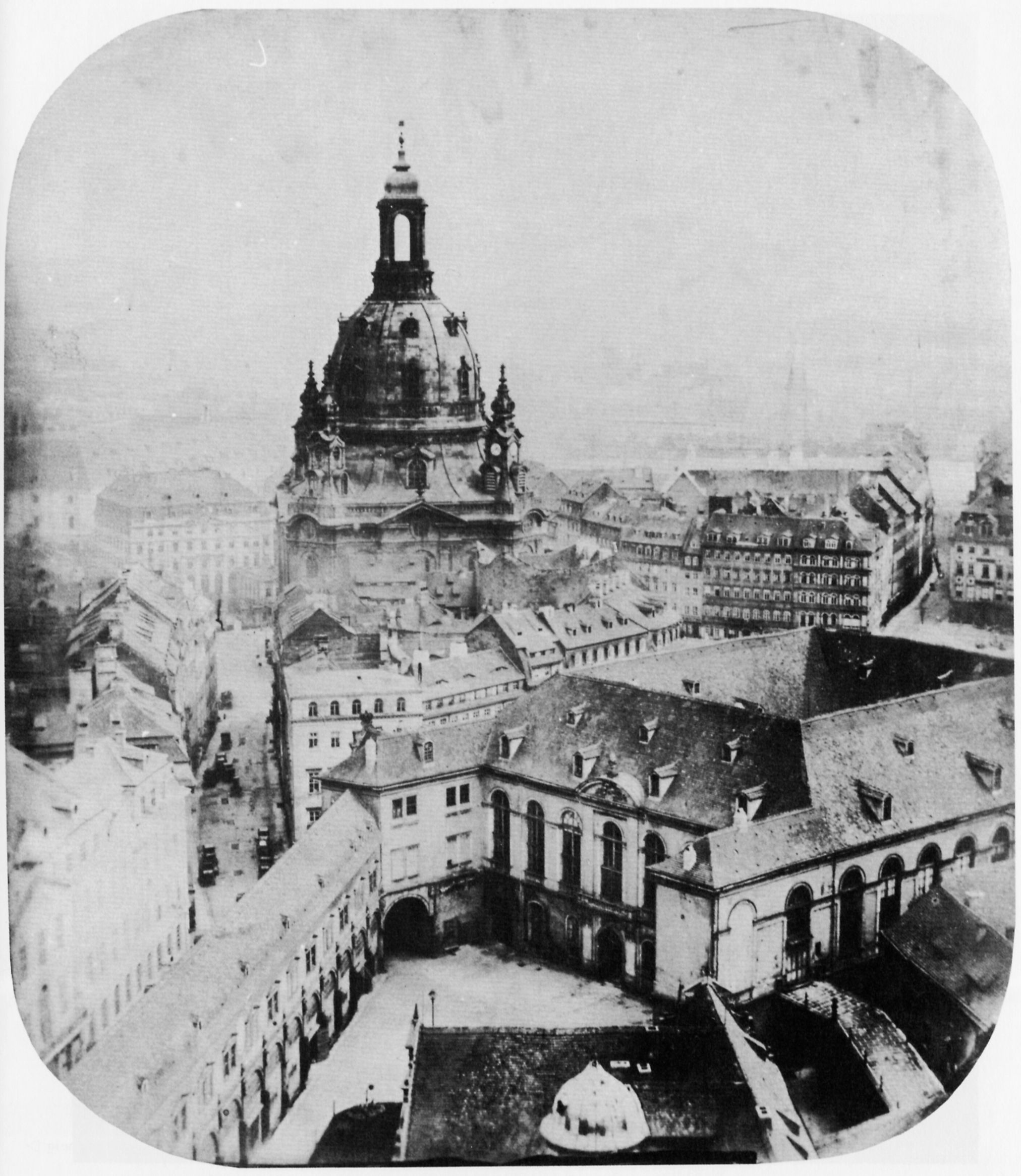
La Frauenkirche vers 1857. Épreuve sur papier salé par Hermann Krone.
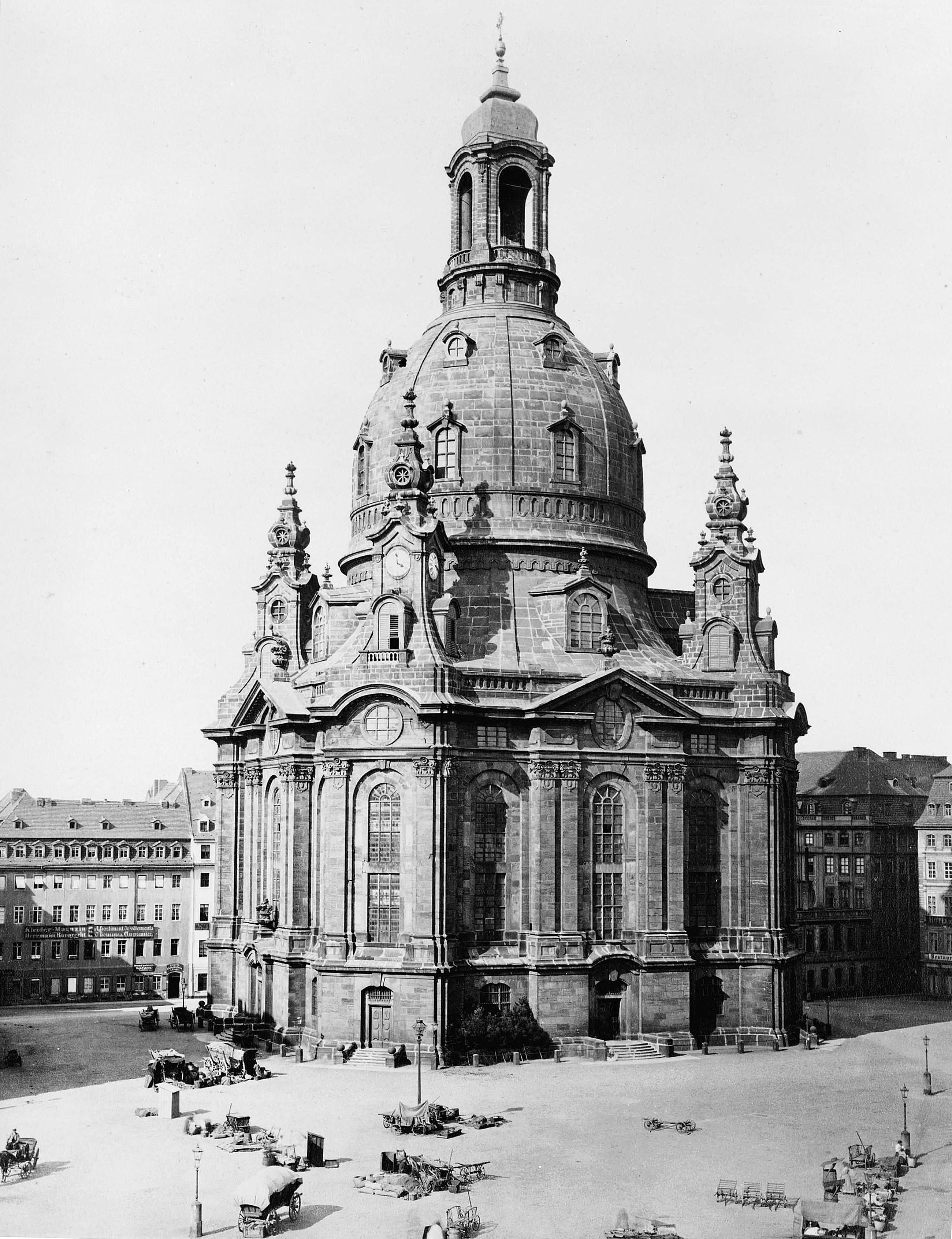
La Frauenkirche en 1880.
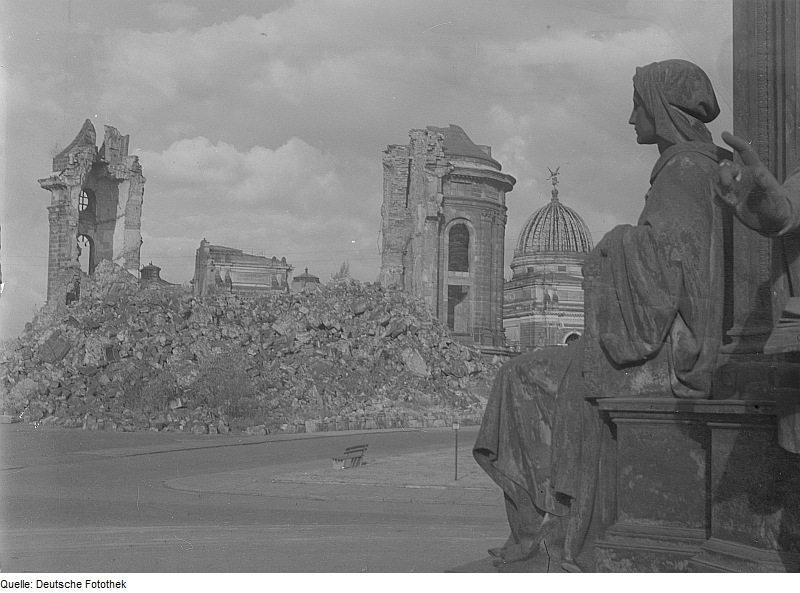
Ruines de la Frauenkirche.
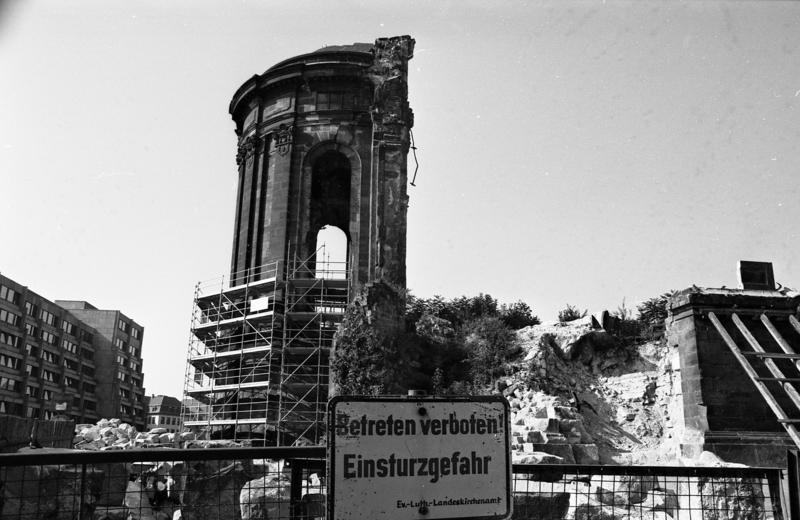
La Frauenkirche en 1991.

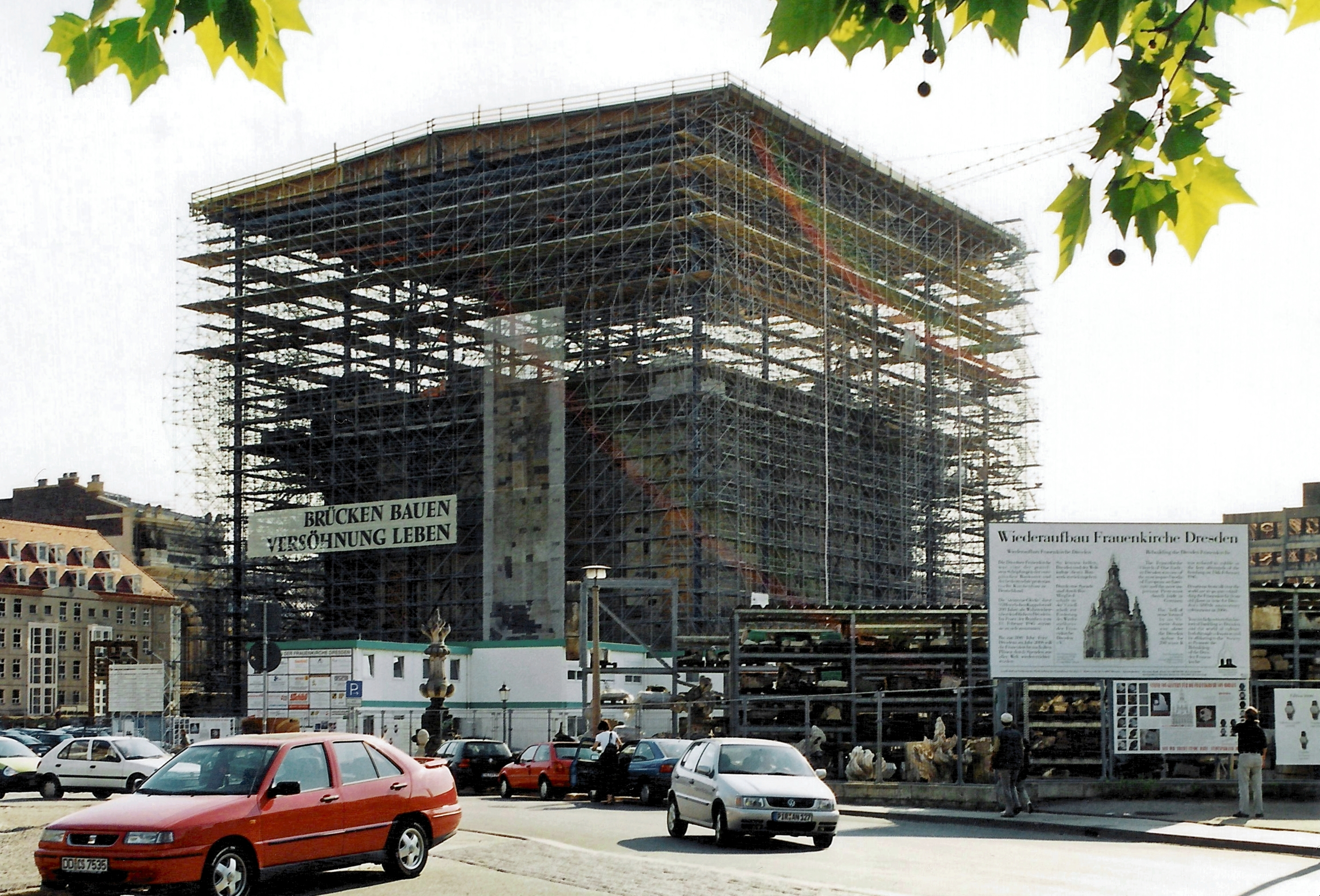
En 2000, chantier en cours. Sur l'échafaudage : « Brücken bauen » / « Versöhnung leben » (« Construire des ponts » / « Vivre la réconciliation »).
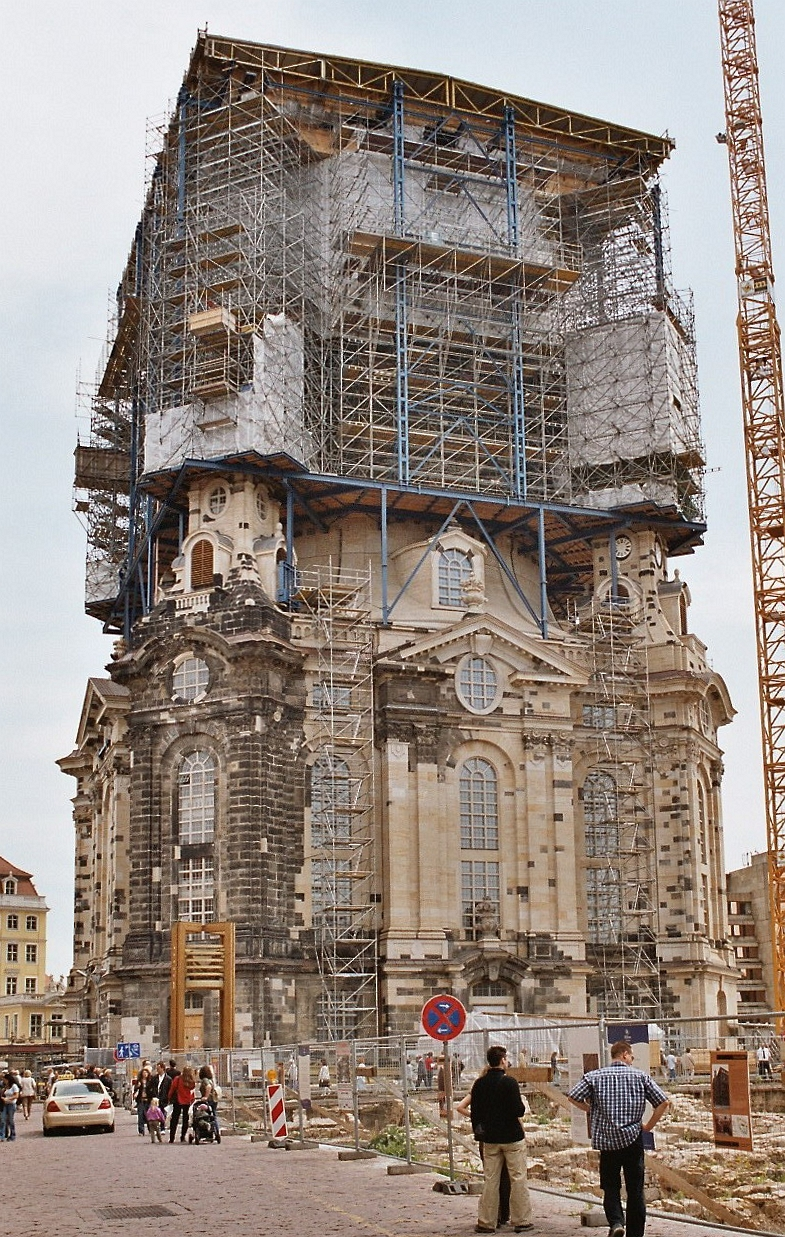
En 2003.
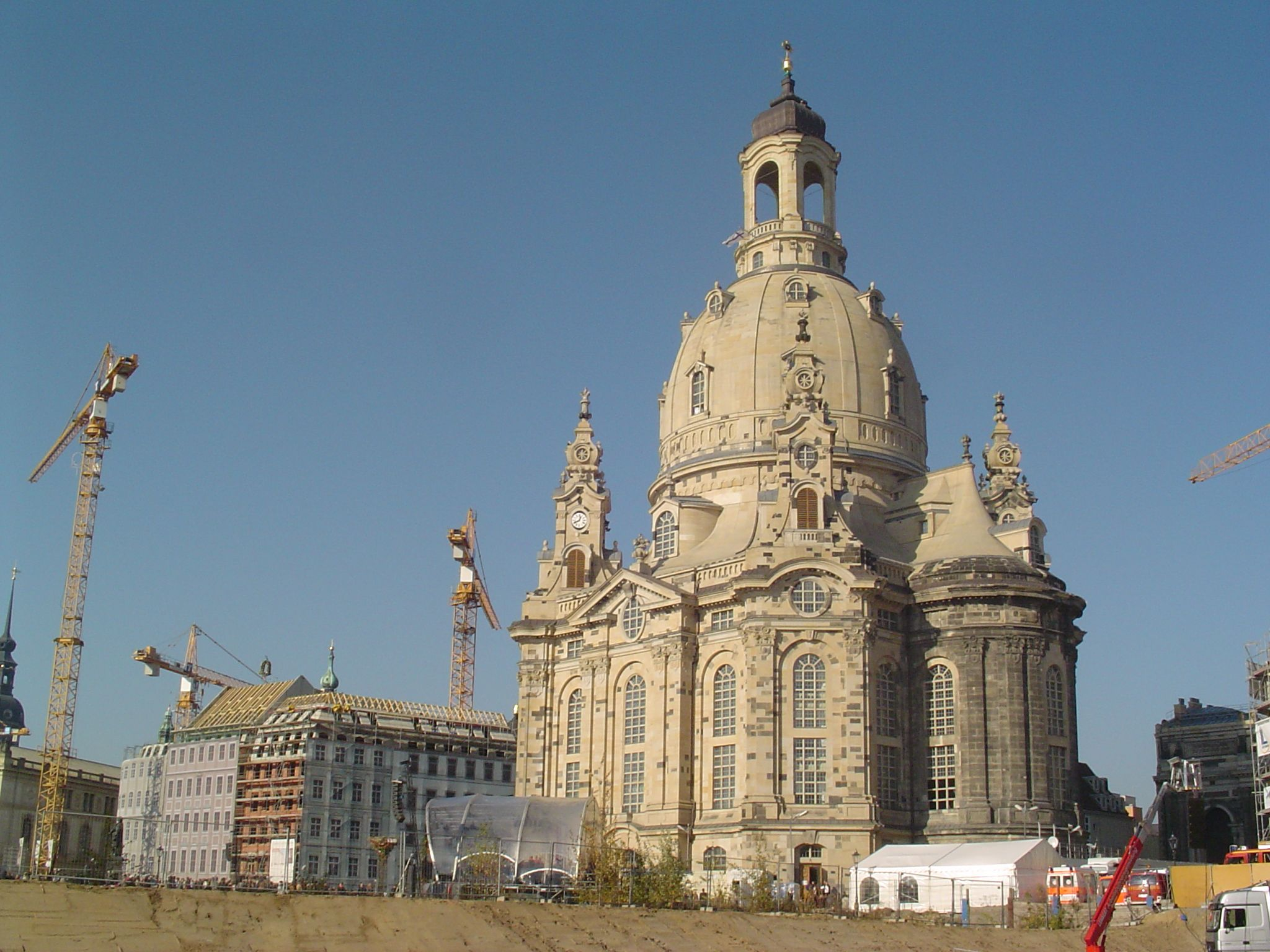
La Frauenkirche le 30 octobre 2005, parachevée et dévoilée, au milieu du centre-ville encore en reconstruction.
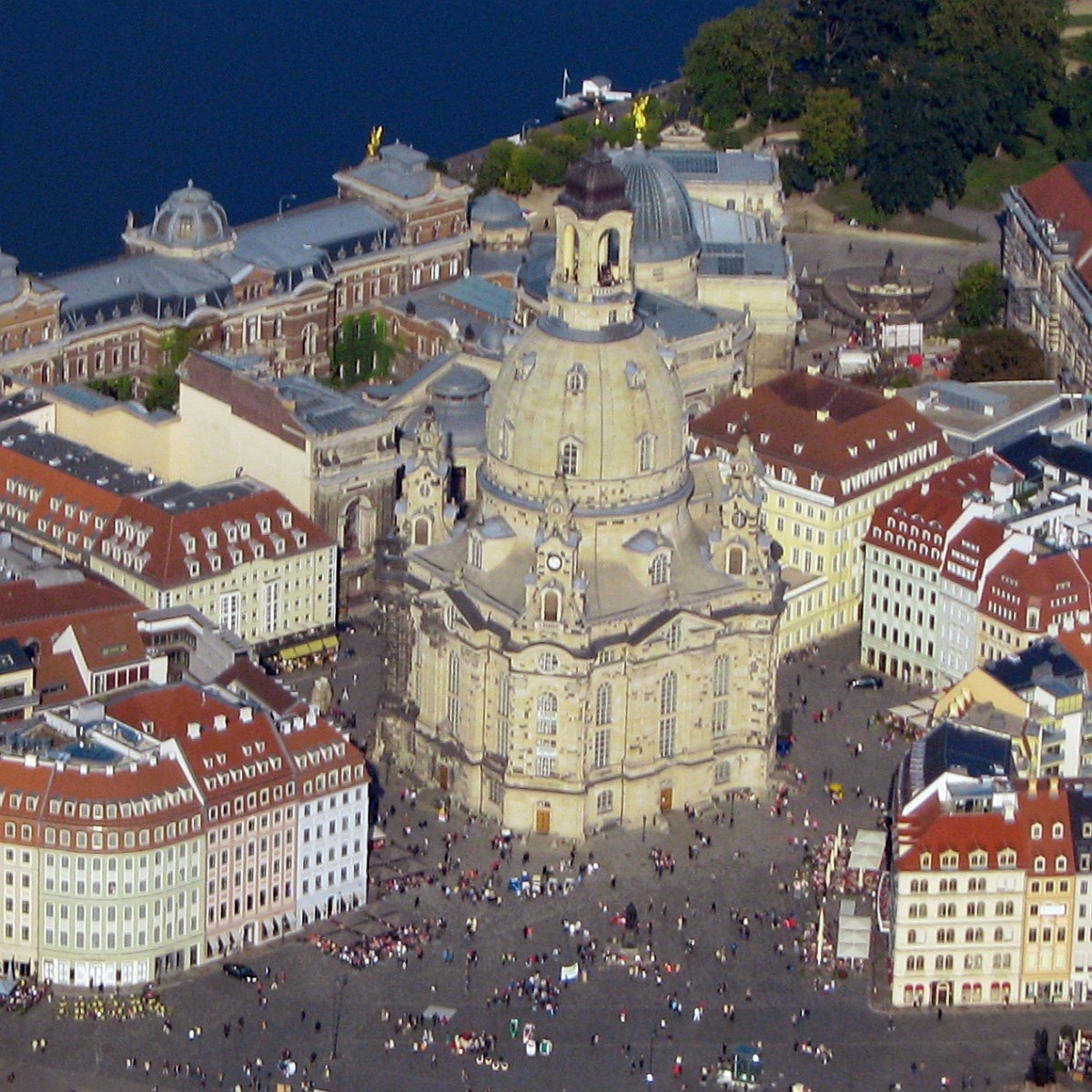
Vue aérienne de la nouvelle Frauenkirche, reconstruite, dans le centre-ville reconstruit lui aussi.
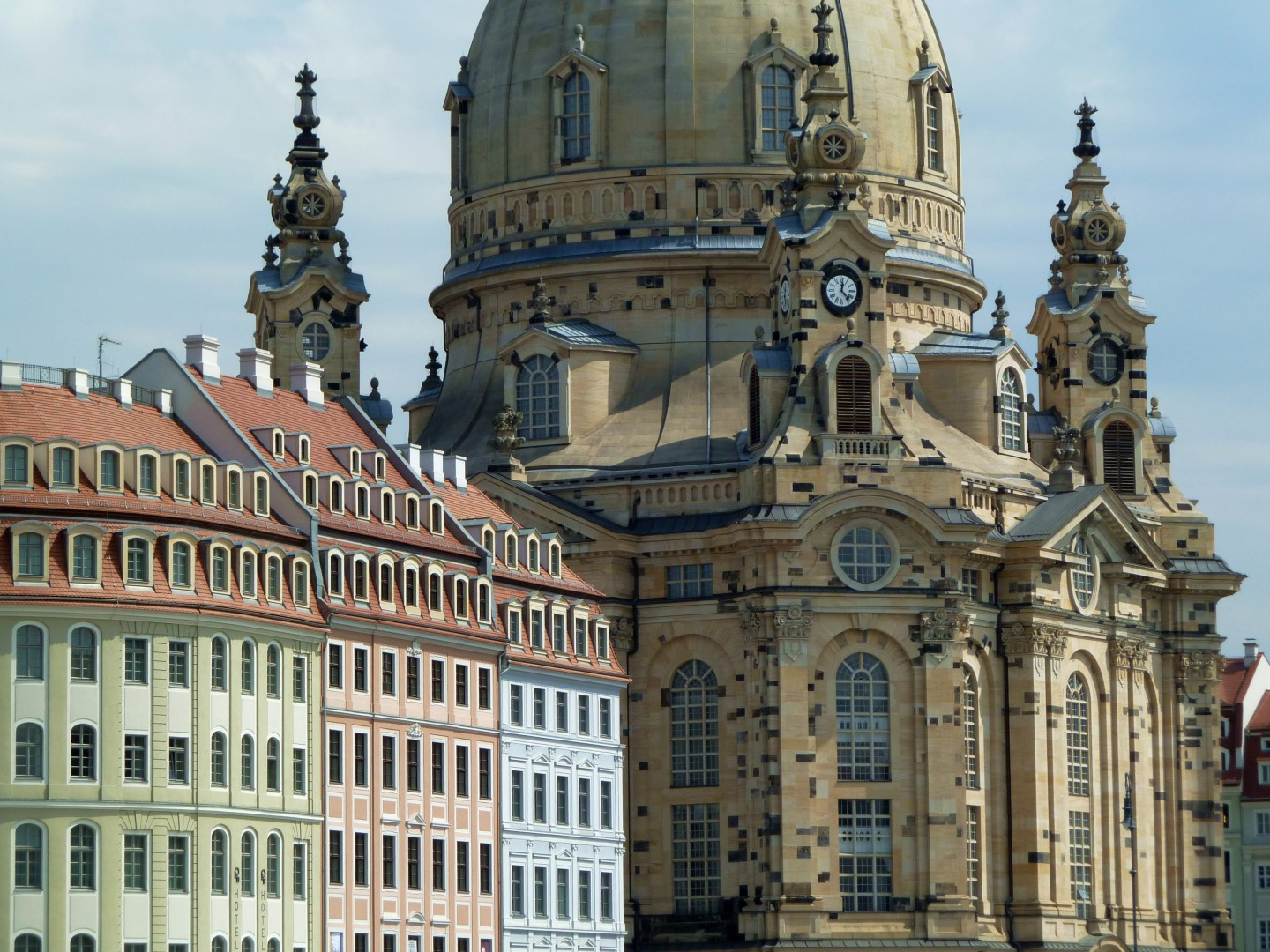
Intégration du monument dans son milieu urbain reconstruit.
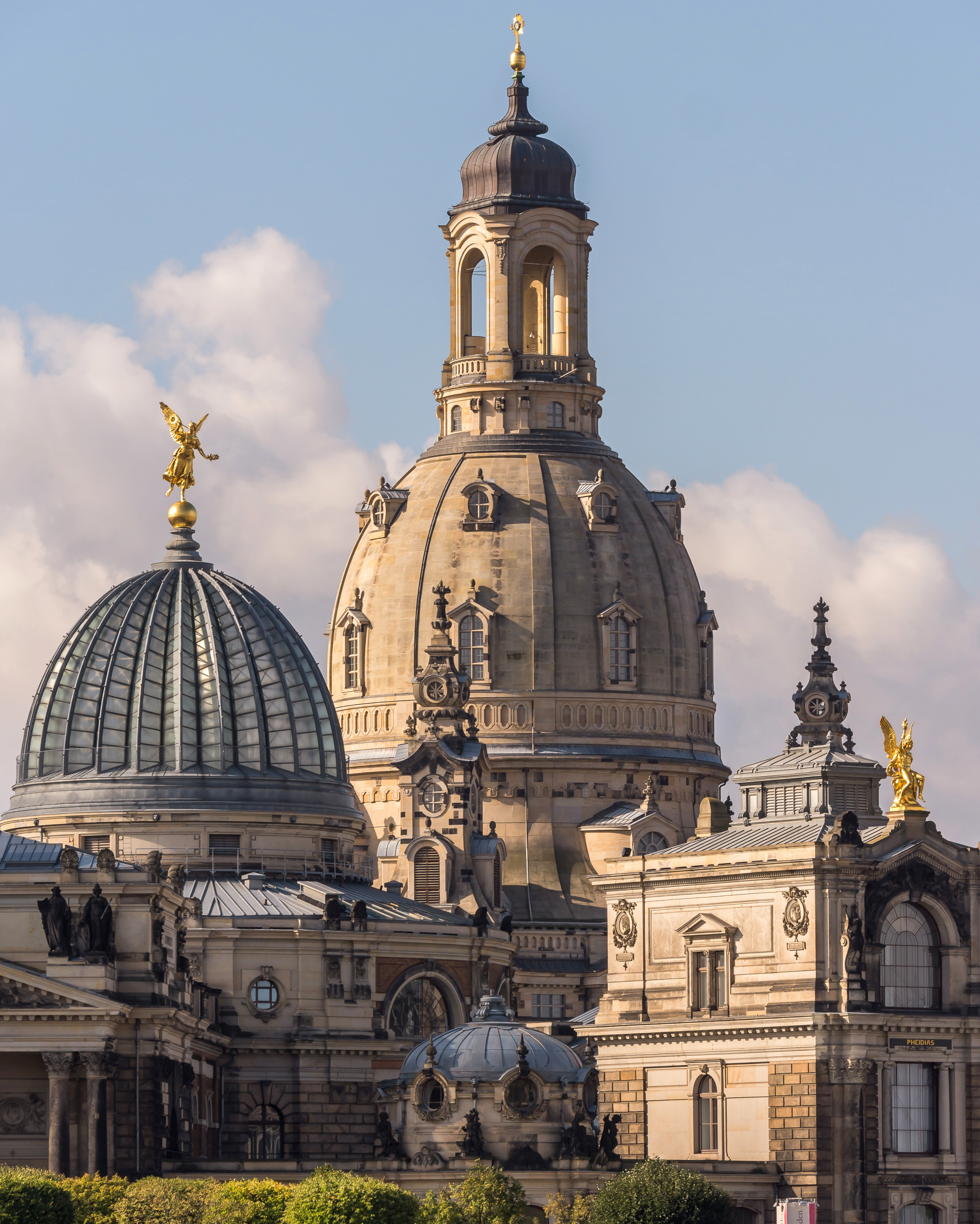
Le dôme en pierre de la Frauenkirche, avec en premier plan le dôme en verre de l'École supérieure des beaux-arts de Dresde.
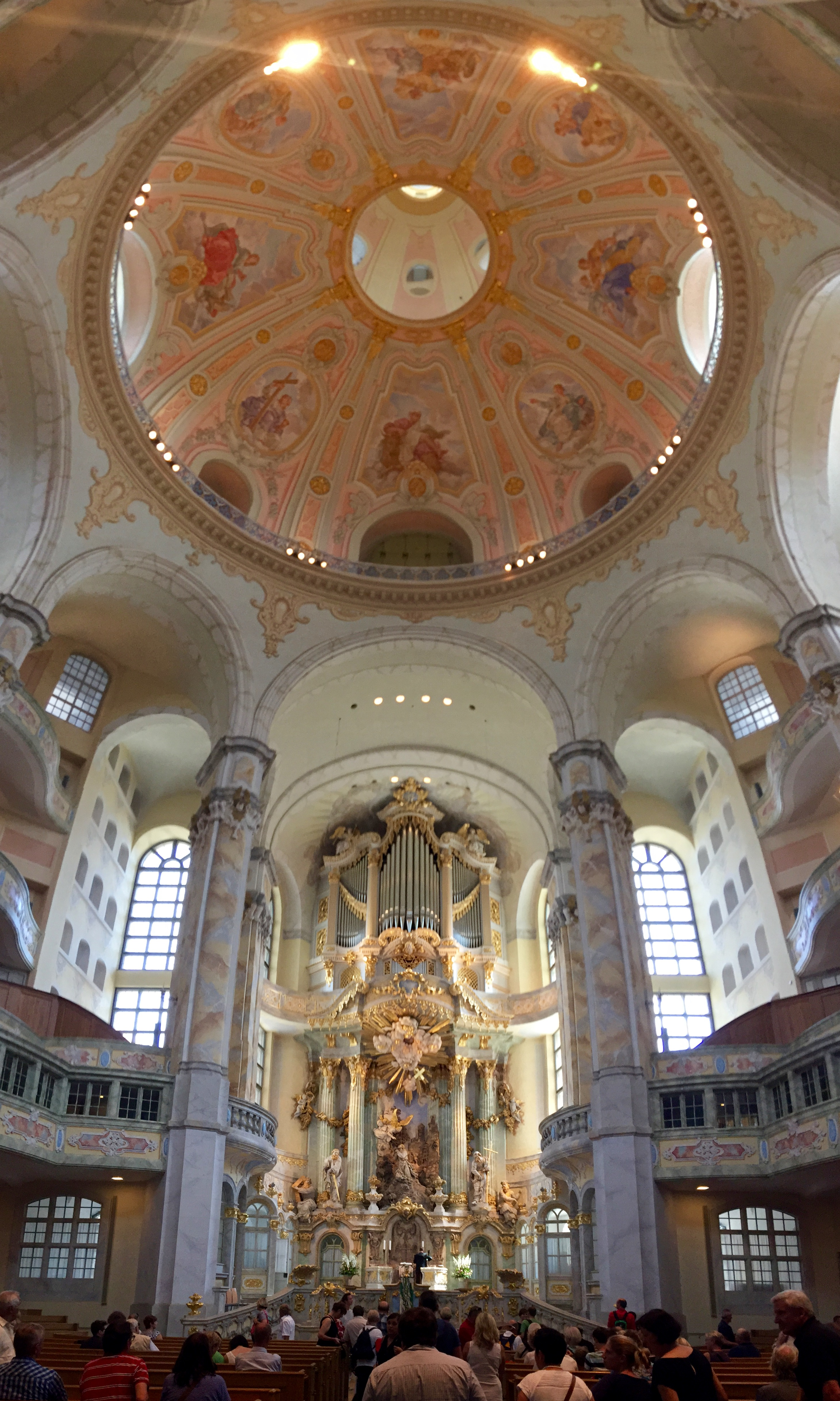
Intérieur, coupole.
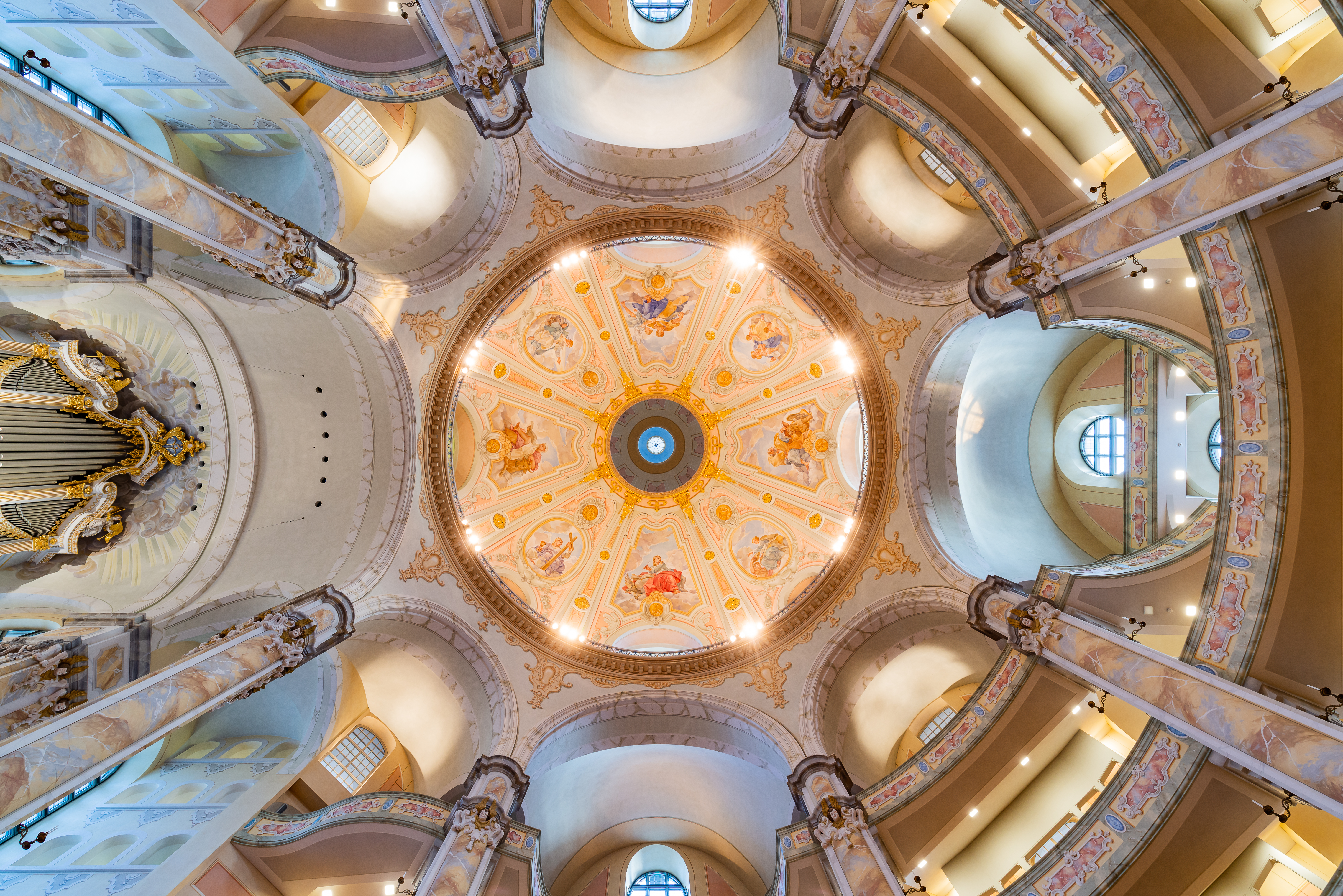
Intérieur, coupole.
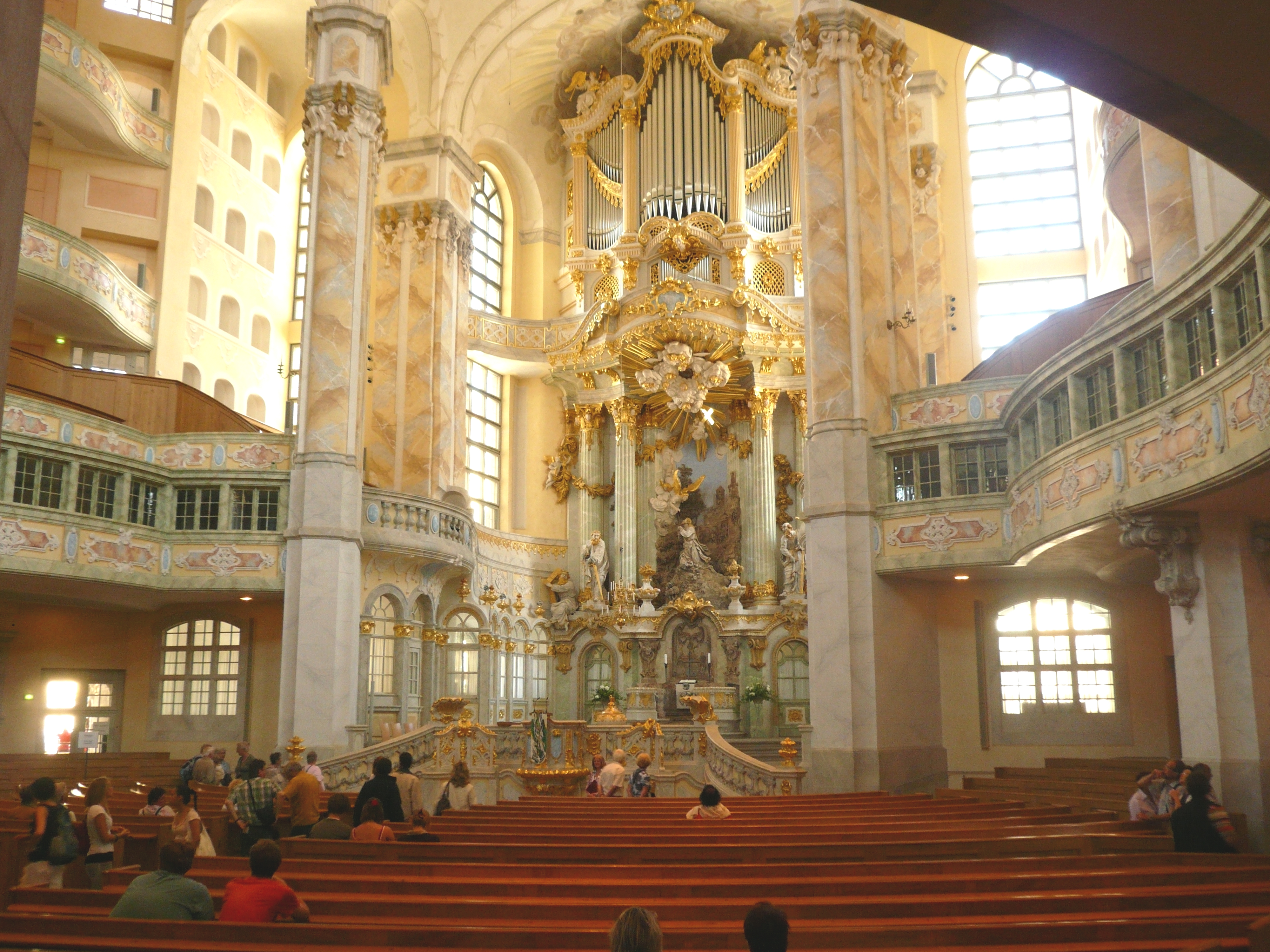
Vue de l'intérieur.

L'église parachevée a été consacrée le dimanche 30 octobre 2005. Elle a été dévoilée complètement aux yeux du public en 2006 à l'occasion du 800e anniversaire de la ville. Elle peut recevoir jusqu'à 2 200 fidèles et accueille régulièrement des concerts.